# Nueva Zelanda en la Copa Mundial de Fútbol de 2026
La Selección de Fútbol de Nueva Zelanda será uno de los 48 equipos participantes de la Copa Mundial de Fútbol de 2026 que se realizará de manera conjunta en México, Estados Unidos y Canadá entre los días 11 de junio y 19 de julio de aquel mismo año. Clasificó el 24 de marzo de 2025 tras ganar 3-0 a Nueva Caledonia en la ronda final de las Eliminatorias de la OFC.

## Clasificación

### Tabla de posiciones

#### Segunda ronda
| Selección     | Pts | PJ | PG | PE | PP | GF | GC | Dif |
| ------------- | --- | -- | -- | -- | -- | -- | -- | --- |
| Nueva Zelanda | 9   | 3  | 3  | 0  | 0  | 19 | 1  | 18  |
| Tahití        | 6   | 3  | 2  | 0  | 1  | 5  | 3  | 2   |
| Vanuatu       | 3   | 3  | 1  | 0  | 2  | 5  | 11 | −6  |
| Samoa         | 0   | 3  | 0  | 0  | 3  | 1  | 15 | −14 |

### Cuadro de desarrollo

#### Tercera ronda
|  | Semifinales         | Semifinales         | Semifinales         |               |    | Final               | Final               | Final               |  |
|  | 21 de marzo de 2025 | 21 de marzo de 2025 | 21 de marzo de 2025 |               |    | 24 de marzo de 2025 | 24 de marzo de 2025 | 24 de marzo de 2025 |  |
|  |                     |                     |                     |               |    |                     |                     |                     |  |
|  |                     |                     |                     |               |    |                     |                     |                     |  |
|  | 1A                  | Nueva Caledonia     | 3                   |               |    |                     |                     |                     |  |
|  | 1A                  | Nueva Caledonia     | 3                   |               |    |                     |                     |                     |  |
|  | 2B                  | Tahití              | 0                   |               |    |                     |                     |                     |  |
|  | 2B                  | Tahití              | 0                   |               | 1A | Nueva Caledonia     | 0                   |                     |  |
|  |                     |                     |                     |               | 1A | Nueva Caledonia     | 0                   |                     |  |
|  |                     |                     | 1B                  | Nueva Zelanda | 3  |                     |                     |                     |  |
|  | 1B                  | Nueva Zelanda       | 1B                  | Nueva Zelanda | 3  | 7                   |                     |                     |  |
|  | 1B                  | Nueva Zelanda       |                     |               |    | 7                   |                     |                     |  |
|  | 2A                  | Fiyi                | 0                   |               |    |                     |                     |                     |  |
|  | 2A                  | Fiyi                | 0                   |               |    |                     |                     |                     |  |
|  |                     |                     |                     |               |    |                     |                     |                     |  |

### Partidos
| Fecha                   | Lugar      | Instancia     |                 |                            | Resultado |                               |               |
| ----------------------- | ---------- | ------------- | --------------- | -------------------------- | --------- | ----------------------------- | ------------- |
| 11 de octubre de 2024   | Port Vila  | Segunda ronda | Nueva Zelanda   | Bandera de Nueva Zelanda   | 3:0 (1:0) | Bandera de Polinesia Francesa | Tahití        |
| 15 de noviembre de 2024 | Hamilton   | Segunda ronda | Nueva Zelanda   | Bandera de Nueva Zelanda   | 8:1 (5:1) | Bandera de Vanuatu            | Vanuatu       |
| 18 de noviembre de 2024 | Auckland   | Segunda ronda | Samoa           | Bandera de Samoa           | 0:8 (0:3) | Bandera de Nueva Zelanda      | Nueva Zelanda |
| 21 de marzo de 2025     | Wellington | Tercera ronda | Nueva Zelanda   | Bandera de Nueva Zelanda   | 7:0 (4:0) | Bandera de Fiyi               | Fiyi          |
| 24 de marzo de 2025     | Auckland   | Tercera ronda | Nueva Caledonia | Bandera de Nueva Caledonia | 0:3 (0:0) | Bandera de Nueva Zelanda      | Nueva Zelanda |

## Preparación

### Partidos previos
Datos correspondientes al periodo entre la finalización de la Copa de las Naciones de la OFC 2024 y el inicio de la Copa Mundial de Fútbol de 2026
| Fecha                    | Lugar       | Competición |                 |                            | Resultado |                          |               |
| ------------------------ | ----------- | ----------- | --------------- | -------------------------- | --------- | ------------------------ | ------------- |
| 7 de septiembre de 2024  | Pasadena    | Amistoso    | México          | Bandera de México          | 3:0 (1:0) | Bandera de Nueva Zelanda | Nueva Zelanda |
| 10 de septiembre de 2024 | Cincinnati  | Amistoso    | Estados Unidos  | Bandera de Estados Unidos  | 1:1 (0:0) | Bandera de Nueva Zelanda | Nueva Zelanda |
| 14 de octubre de 2024    | Auckland    | Amistoso    | Nueva Zelanda   | Bandera de Nueva Zelanda   | 4:0 (0:0) | Bandera de Malasia       | Malasia       |
| 7 de junio de 2025       | Toronto     | Amistoso    | Costa de Marfil | Bandera de Costa de Marfil | 0:1 (0:1) | Bandera de Nueva Zelanda | Nueva Zelanda |
| 10 de junio de 2025      | Toronto     | Amistoso    | Nueva Zelanda   | Bandera de Nueva Zelanda   | 1:2 (0:0) | Bandera de Ucrania       | Ucrania       |
| 5 de septiembre de 2025  | Canberra    | Amistoso    | Australia       | Bandera de Australia       |           | Bandera de Nueva Zelanda | Nueva Zelanda |
| 9 de septiembre de 2025  | Auckland    | Amistoso    | Nueva Zelanda   | Bandera de Nueva Zelanda   |           | Bandera de Australia     | Australia     |
| 14 de octubre de 2025    | Oslo        | Amistoso    | Noruega         | Bandera de Noruega         |           | Bandera de Nueva Zelanda | Nueva Zelanda |
| octubre de 2025          | Por definir | Amistoso    | Nueva Zelanda   | Bandera de Nueva Zelanda   |           | Bandera de ?             | Por definir   |
| noviembre de 2025        | Por definir | Amistoso    | Por definir     | Bandera de ?               |           | Bandera de Nueva Zelanda | Nueva Zelanda |
| noviembre de 2025        | Por definir | Amistoso    | Nueva Zelanda   | Bandera de Nueva Zelanda   |           | Bandera de ?             | Por definir   |
| marzo de 2026            | Por definir | Amistoso    | Por definir     | Bandera de ?               |           | Bandera de Nueva Zelanda | Nueva Zelanda |
| marzo de 2026            | Por definir | Amistoso    | Nueva Zelanda   | Bandera de Nueva Zelanda   |           | Bandera de ?             | Por definir   |
| junio de 2026            | Por definir | Amistoso    | Por definir     | Bandera de ?               |           | Bandera de Nueva Zelanda | Nueva Zelanda |

#### México vs. Nueva Zelanda
| 7 de septiembre de 2024 | México                            | 3:0 (1:0) | Nueva Zelanda | Rose Bowl, Pasadena                                       |                                                           |
| 18:00 (UTC-7)           | Pineda 5' · Huerta 53' · Romo 57' | Reporte   |               | Asistencia: 25 271 espectadores Árbitro(s): Joe Dickerson | Asistencia: 25 271 espectadores Árbitro(s): Joe Dickerson |

| Uniformes | Uniformes |
| --------- | --------- |
|           |           |

#### Estados Unidos vs. Nueva Zelanda
| 10 de septiembre de 2024 | Estados Unidos | 1:1 (0:0) | Nueva Zelanda | TQL Stadium, Cincinnati                                  |                                                          |
| 19:00 (UTC-4)            | Pulisic 69'    | Reporte   | Waine 89'     | Asistencia: 15 711 espectadores Árbitro(s): Selvin Brown | Asistencia: 15 711 espectadores Árbitro(s): Selvin Brown |

| Uniformes | Uniformes |
| --------- | --------- |
|           |           |

#### Nueva Zelanda vs. Malasia
| 14 de octubre de 2024 | Nueva Zelanda                                    | 4:0 (0:0) | Malasia | Estadio North Harbour, Auckland                        |                                                        |
| 19:00 (UTC+13)        | Just 53' · Garbett 61' · Wood 72' · Rogerson 90' | Reporte   |         | Asistencia: 8 513 espectadores Árbitro(s): Jack Morgan | Asistencia: 8 513 espectadores Árbitro(s): Jack Morgan |

| Uniformes | Uniformes |
| --------- | --------- |
|           |           |

#### Costa de Marfil vs. Nueva Zelanda
| 7 de junio de 2025 | Costa de Marfil | 0:1 (0:1) | Nueva Zelanda | BMO Field, Toronto                                              |                                                                 |
| 19:00 (UTC-4)      |                 | Reporte   | Just 41'      | Asistencia: 26 345 espectadores Árbitro(s): Pierre-Luc Lauziere | Asistencia: 26 345 espectadores Árbitro(s): Pierre-Luc Lauziere |

| Uniformes | Uniformes |
| --------- | --------- |
|           |           |

#### Nueva Zelanda vs. Ucrania
| 10 de junio de 2025 | Nueva Zelanda | 1:2 (0:0) | Ucrania                       | BMO Field, Toronto                                           |                                                              |
| 17:00 (UTC-4)       | Stamenić 59'  | Reporte   | Hutsulyak 54' · Zinchenko 75' | Asistencia: 18 489 espectadores Árbitra: Carly Shaw-Maclaren | Asistencia: 18 489 espectadores Árbitra: Carly Shaw-Maclaren |

| Uniformes | Uniformes |
| --------- | --------- |
|           |           |